# Assurance-accidents en Suisse
En Suisse, l'assurance accidents est régie par la loi fédérale suisse du 20 mars 1981 sur l’assurance-accidents (LAA) (RS 832.20). Elle est en vigueur depuis 1984 et elle préconise l'obligation à l'ensemble des salariés à s'assurer. Elle couvre les accidents professionnels, les accidents non professionnels (dans certaines situations), ainsi que les maladies professionnelles. L'assurance-accidents (LAA) est donc une assurance essentiellement professionnelle qui vise à protéger les employés et les entreprises. Les personnes qui sont assurées sont les travailleurs en Suisse, les travailleurs à domicile, les apprentis, les stagiaires, les volontaires (bénévolat), les personnes travaillant dans les écoles de métiers ou les ateliers protégés, ainsi que les personnes qui bénéficient des indemnités de chômage.
Pour les personnes qui ne sont pas salariées et qui ne dépendent donc pas du champ d'application de la LAA, l'assurance maladie (LAMal) couvre obligatoirement les accidents, mais à des conditions moins avantageuses et soumises à une franchise.
L'autorité de surveillance de l'assurance-accidents est l'Office fédéral de la santé publique.